# Brian Cox
Brian Denis Cox CBE  (n. 1 iunie 1946, Dundee, Scoția, Regatul Unit) este un actor scoțian. Este un apreciat actor de teatru, binecunoscut pentru rolul Regele Lear în piesa cu același nume scrisă de William Shakespeare și montată la Compania Royal Shakespeare. În film este cunoscut publicului pentru rolurile William Stryker în X2 și Dr. Guggenheim în Rushmore.

## Biografie
S-a născut dintr-o familie de muncitori Romano-Catolici în Dundee, Scoția, cel mai tânăr dintre cei cinci copii ai părinților săi. Doi dintre strămoșii săi au fost imigranți irlandezi în Scoția. Mama sa, Mary Ann Guillerline, avea serviciul la mare distanță de casă, iar în timpul copilăriei lui Brian, a suferit mai multe căderi nervoase. Tatăl său, Charles McArdle Campbell Cox, a fost măcelar și a decedat când Brian avea doar opt ani. Actorul a fost crescut practic de către sora sa mai mare, pe care a luat-o alături de el la teatru pe când avea doar 14 ani. Cu prima sa soție, Caroline Burt, a avut doi gemeni, iar fiul său Alan Cox este și el actor, binecunoscut pentru rolul în filmul Sherlock Holmes. S-a căsătorit în anul 2002 cu actrița Nicole Ansari, cu care trăiește la New York și au împreună alți doi copii.